# Ромош (зупинний пункт)
Ромо́ш — пасажирський зупинний пункт Львівської дирекції Львівської залізниці на нелектрифікованій лінії Сапіжанка — Ковель між станціями Сокаль (19 км) та Іваничі (5 км). Розташований неподалік села Перетоки Шептицького району Львівської області.

## Історія
Відкритий 15 червня 1923 року.

## Пасажирське сполучення
На платформі Ромош зупиняються приміські поїзди сполученням Червоноград — Ковель.